# 西庄镇 (建水县)
西庄镇，是中华人民共和国云南省红河哈尼族彝族自治州建水县下辖的一个乡镇级行政单位。

## 行政区划
西庄镇下辖以下地区：
马家营村、他广村、罗弄村、小关村、团山村、马坊村、荒地村、新房村、高营村和白家营村。

## 中国传统村落
- 2012年12月，团山村被评为首批“中国传统村落”。
- 2013年8月，新房村被评为第二批中国传统村落。